# Dème des Corinthiens
Le dème des Corinthiens (grec moderne : Δήμος Κορινθίων, Dímos Korinthíon) est un dème (municipalité) de la périphérie du Péloponnèse, dans le district régional de Corinthie, en Grèce. 
Il a été créé sous sa forme actuelle dans le cadre du programme Kallikratis (2010) par la fusion des anciens dèmes d'Ássos-Lécheo, des Corinthiens, du Saronique, de Solygie et de Ténée, devenus des districts municipaux.
Son siège est la localité de Corinthe.